# ナツメヤシシロップ

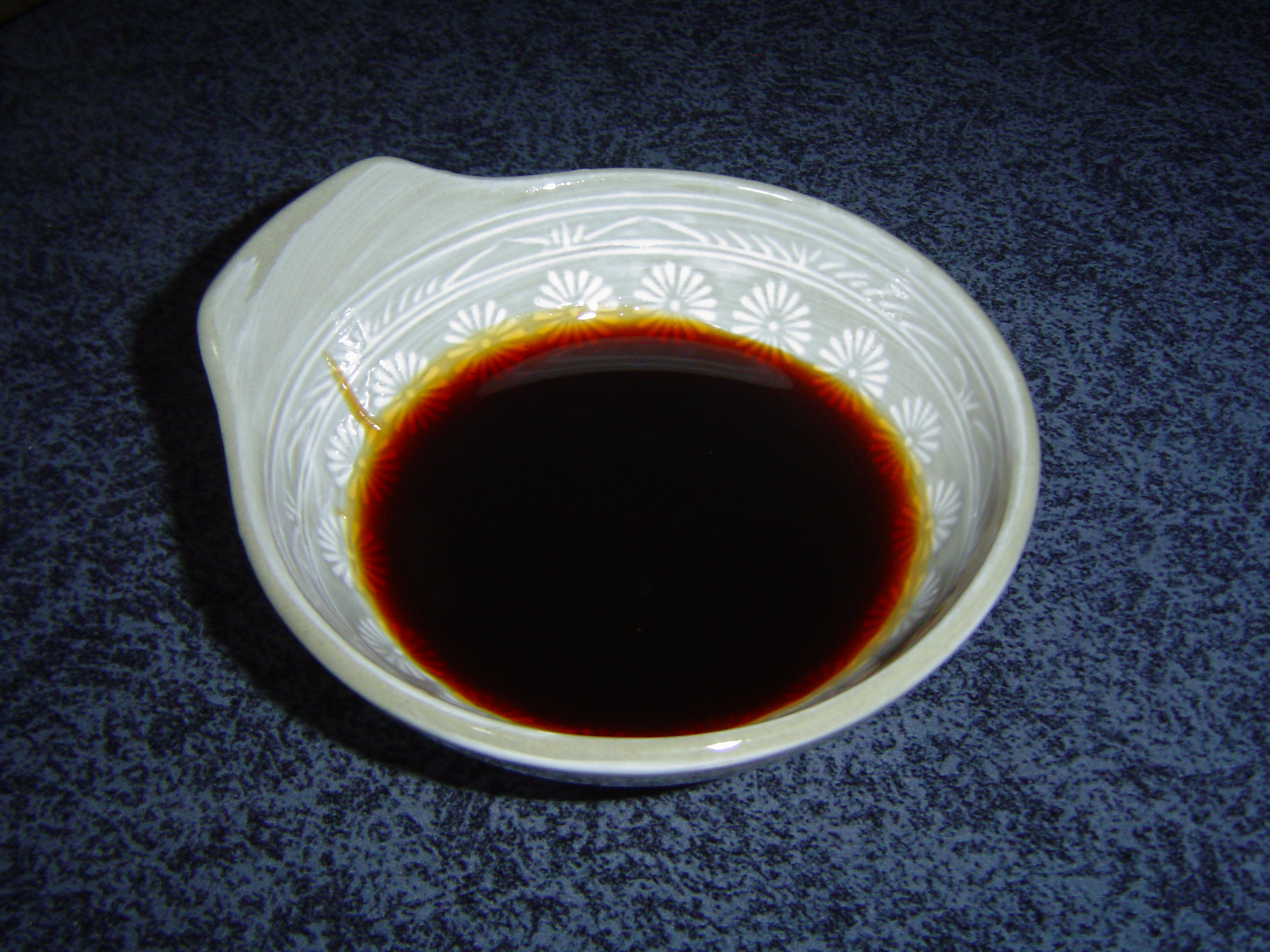
ナツメヤシシロップ

ナツメヤシシロップ、あるいはナツメヤシ蜜、デーツハニー(英語: Date honey)、ルッブ (アラビア語: رُّب, 発音 [rubb])は濃い暗褐色の非常に甘い、ナツメヤシから引き出された濃縮果汁である。中東北アフリカで広く使われている。

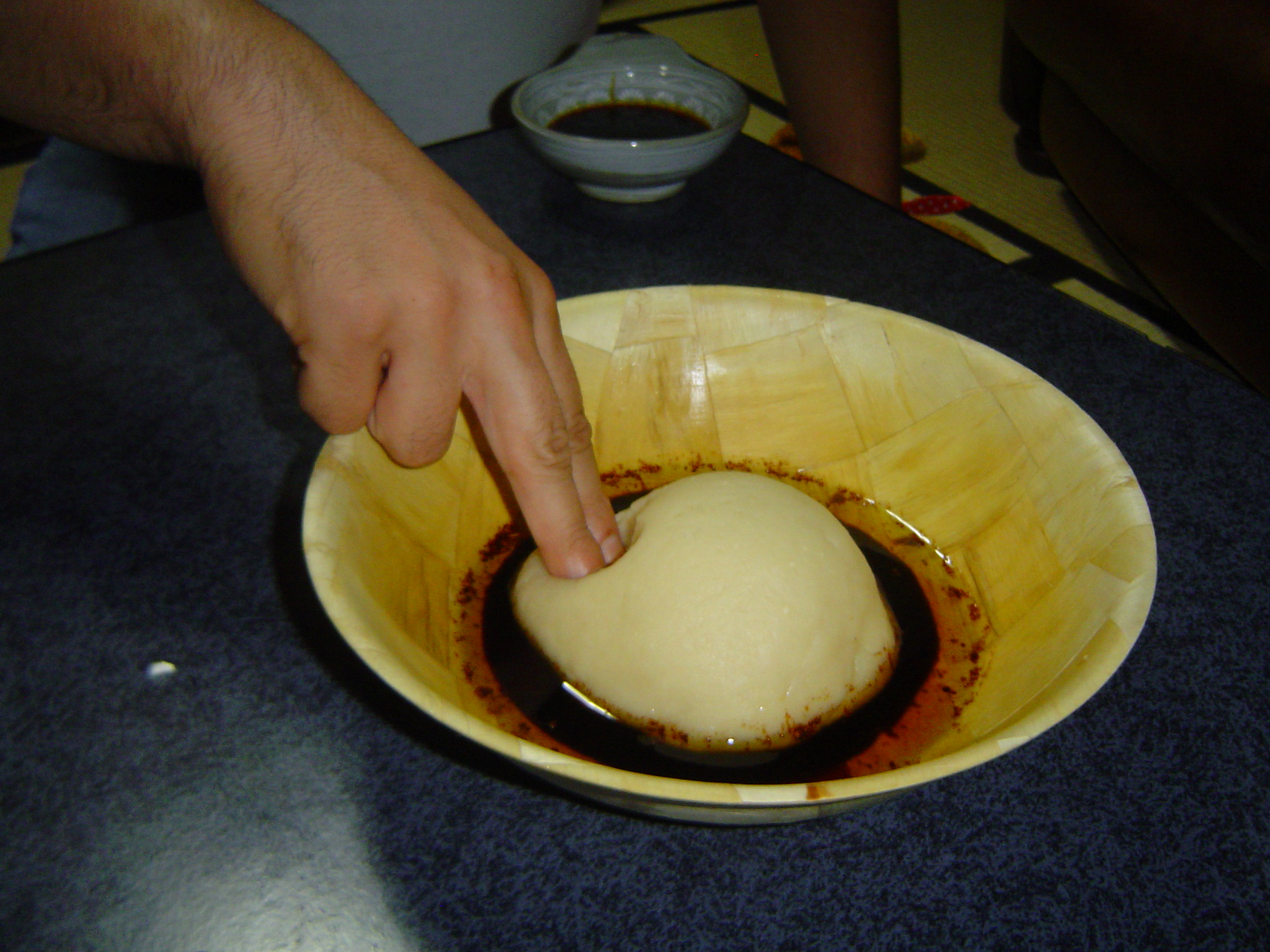
リビアのアシダ。精製羊乳バターとナツメヤシシロップと

リビアでは、たいていアシダと一緒に、広く用いられている。
ユダヤ＝イラク・アラビア語（イラク方言のそのまたユダヤ教徒方言）のシランはヘブライ語にもなり、イスラエルでもパンと共に食されている。またムハッレビ、つまりミルクプディングの方言マラビにもトッピングする。またイラク南部と東部のメゼであるゴマかナッツと一緒に薄焼きパンと巻いて食べる甘い鶏料理を作るのにも使う。また過ぎ越しの際の「ハリク」（ハローセトのようなもの）にも使う。
イラン料理では、ナツメヤシシロップ ( ペルシア語: شیره خرما シーラ・ホルマー)はタヒーニ（練りゴマ）と混ぜて朝食に食べる。ナツメヤシシロップの代わりに、ブドウの濃縮果汁を用いることもできる（ブドウ濃縮果汁とタヒーニを混ぜた物は東アラブでも一般的）。
ナツメヤシシロップは単糖類が豊富である（ブドウ糖と果糖）ゆえ、その糖分の多くは口中で血流に吸収される。つまりその他の濃縮果汁より迅速かつ効果的に血糖値を上げるということであり、低血糖症に悩む人たちに大変良い。またブドウ糖不耐性や二糖類の吸収に関し問題があり膵臓に問題を抱える人にも適している。ナツメヤシシロップはメープルシロップなど他の天然甘味料に比べ、マグネシウムやカリウムを豊富に含みそれゆえ近年人気の砂糖の代替品である。